# Liste des sites mégalithiques dans le bailliage de Jersey
Cette liste non exhaustive recense les principaux sites mégalithiques de Jersey.

## Cartographie
Localisation des principaux sites mégalithiques de Jersey
| : Complexes mégalithiques · : Alignements, henges, cromlechs · : Dolmens, menhirs, tumulus, cairns · |

## Liste
| Site                      | Type              | Paroisse      | Notes           | Coordonnées                         | Image |
| ------------------------- | ----------------- | ------------- | --------------- | ----------------------------------- | ----- |
| La Hougue Bie             | Tumulus           | Grouville     |                 | 49° 12′ 02″ N, 2° 03′ 50″ O         |       |
| La Sergenté               | Dolmen            | Saint-Brélade |                 | 49° 11′ 10″ N, 2° 13′ 55″ O         |       |
| Petit Menhir              | Menhir            | Saint-Brélade |                 | 49° 11′ 36″ N, 2° 11′ 21″ O         |       |
| Dolmen du Mont Ubé (de)   | Dolmen            | Saint-Clément |                 | 49° 10′ 26″ N, 2° 04′ 23″ O         |       |
| Le Mont de la Ville       | Dolmen            | Saint-Hélier  |                 | déplacé 51° 31′ 34″ N, 0° 52′ 39″ O |       |
| Ville-ès-Nouaux           | Site mégalithique | Saint-Hélier  | Dolmen et ciste | 49° 11′ 47″ N, 2° 07′ 50″ O         |       |
| La Hougue Boëte (de)      | Ciste             | Saint-Jean    |                 | 49° 14′ 26″ N, 2° 08′ 38″ O         |       |
| Dolmen du Couperon        | Allée couverte    | Saint-Martin  |                 | 49° 13′ 52″ N, 2° 00′ 28″ O         |       |
| La Pouquelaye de Faldouet | Dolmen            | Saint-Martin  |                 | 49° 12′ 11″ N, 2° 01′ 37″ O         |       |
| La Hougue des Géonnais    | Dolmen            | Saint-Ouen    |                 | 49° 15′ 01″ N, 2° 12′ 51″ O         |       |
| Les Monts Grantez         | Dolmen            | Saint-Ouen    |                 | 49° 13′ 52″ N, 2° 13′ 24″ O         |       |